# Eristalis flatiparamerus
Eristalis flatiparamerus är en tvåvingeart som beskrevs av Li 1999. Eristalis flatiparamerus ingår i släktet slamflugor, och familjen blomflugor. Inga underarter finns listade i Catalogue of Life.